# Maks Sušek
Maks Sušek, slovenski politik, poslanec in inženir gozdarstva, * 19. september 1932, † 2022

## Življenjepis
Leta 1992 je bil izvoljen v 1. državni zbor Republike Slovenije; v tem mandatu je bil član naslednjih delovnih teles:
- Komisija za lokalno samoupravo (podpredsednik),
- Odbor za infrastrukturo in okolje in
- Odbor za kmetijstvo in gozdarstvo.